# Peter Bondra
Peter Bondra (Luc'k, 7 febbraio 1968) è un ex hockeista su ghiaccio slovacco.

## Palmarès

### Mondiali
- 2 medaglie:
  - 1 oro (Svezia 2002)
  - 1 bronzo (Finlandia 2003)